# フランツェーズィシュ・ブーフホルツ福音主義教会

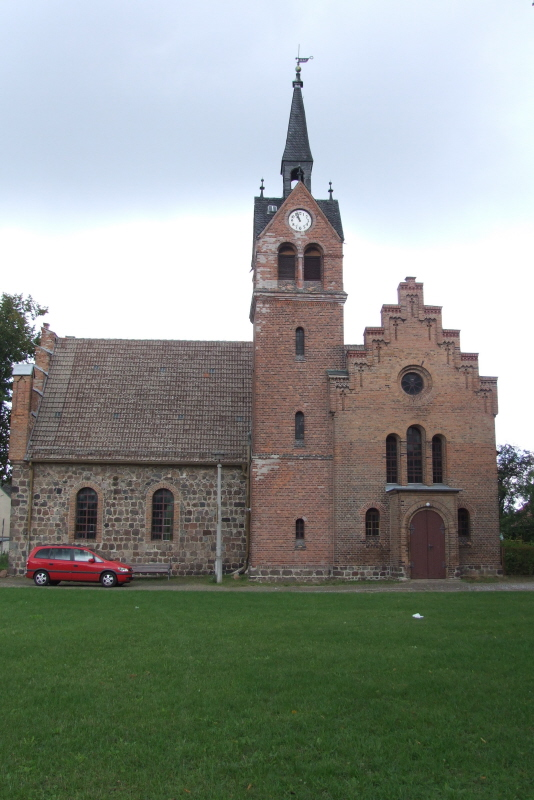
フランツェーズィシュ・ブーフホルツ
福音主義教会 (東端部の煉瓦建築アプスは不明瞭になっている

 フランツェーズィシュ・ブーフホルツ福音主義教会（ドイツ語:  Dorfkirche Französisch Buchholz "）はベルリンの北東部パンコウ区のフランツェーズィシュ・ブーフホルツ地区にある福音主義教会である。この教会はベルリン郊外ブーフホルツ村の歴史を映す史跡としての性格を有している。この教会は珪長岩を用いて3つのアプスを持つスタイルで13世紀に建築された。16世紀の宗教改革導入以降、ルター派教会共同体がこの教会堂で礼拝するようになった。その後、この教会堂でフランス改革派教会共同体も礼拝するようになった。1852年に教会堂は改造され、増築された。第2次世界大戦時に、パイプオルガン、会堂内装飾の一部、屋根を支える骨組み、教会塔が破壊された。

## 教会の所在地と所属
この教会はベルリン北東部パンコウ区のフランツェーズィシュ・ブーフホルツ地区ハオプト通り58番地にある。利用できる交通機関はベルリン市電 50系統であり、教会最寄りの電停はフランツェーズィシュ・ブーフホルツ・キルへである。この50番系統の市電は途中、パンコウ電停でベルリンSバーン  、ベルリン地下鉄2号線(Uバーン)のパンコウ駅に連絡している。
フランツェーズィシュ・ブーフホルツ福音主義教会はベルリン＝ブランデンブルク＝シュレージシェ・オーバーラウジッツ福音主義教会(EKBO)のベルリン教区(Sprengel Berlin)・ノルト-オスト地区に属している。フランツェーズィシュ・ブーフホルツ福音主義教会の属しているベルリンの州教会はドイツ福音主義教会(EKD)に加盟し、合同教会として福音主義合同教会(UEK)にも属している。

## 歴史

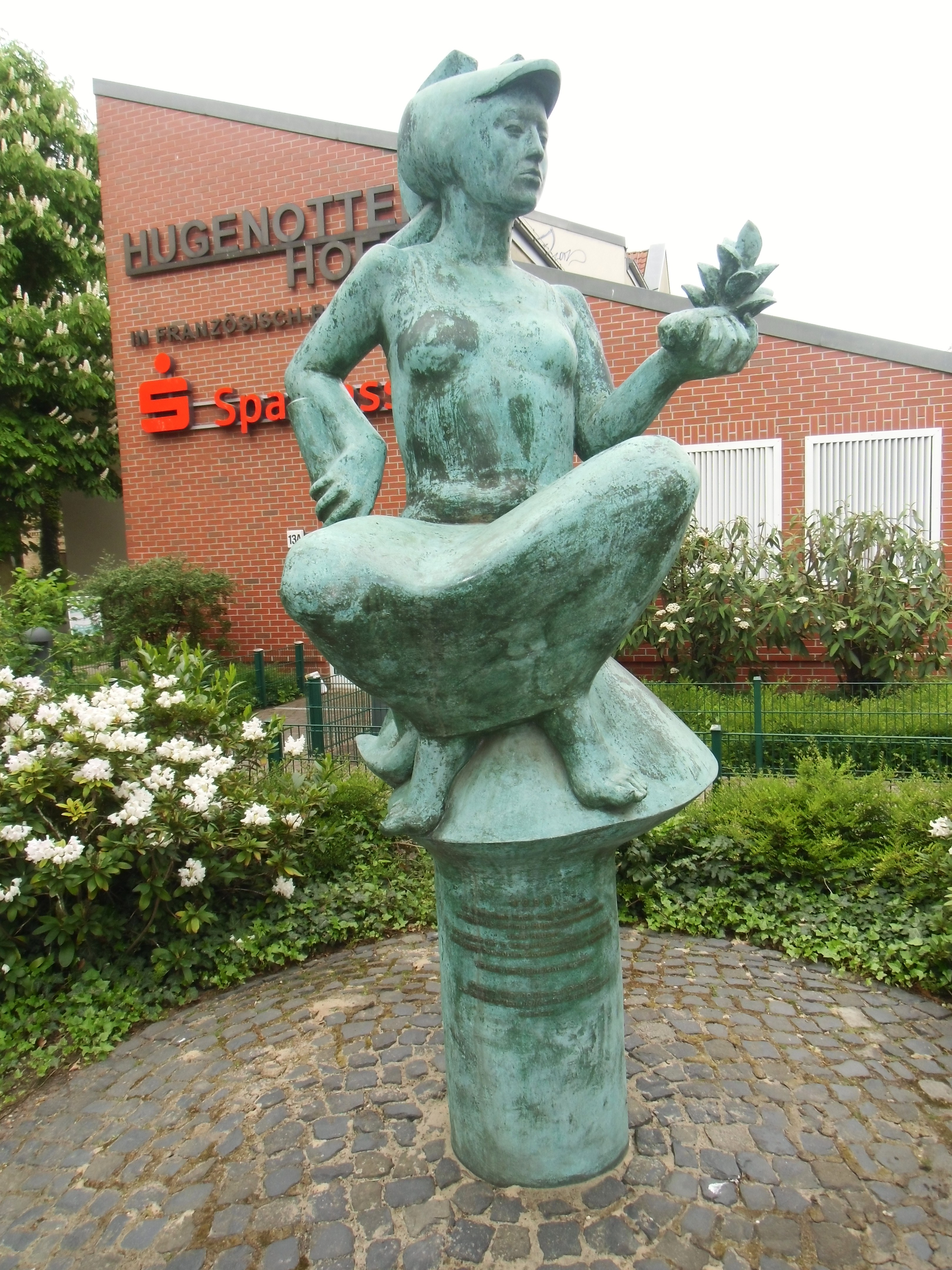
フランス改革派教会共同体記念碑

1230年頃にアンガー(草地)型村落がこの地で形成されたことが1242年に初めて文書に言及された。珪長岩角石を積んだ壁と半円アーチ構造のアプスが後期ロマネスク建築としての特徴を示す教会だった。1250年から1260年の間に建築されたと推定される。当時のブーフホルツ村には4人の司祭と1つの教会堂があった。
1539年11月1日、ブランデンブルク選帝侯ヨアヒム2世が数人の貴族たちと共にシュパンダウ区にある聖ニコライ教会においてルター派聖餐式に初めて参加した。この日がブランデンブルク辺境伯領での宗教改革の始まりとされている。1670年にブーフホルツ村は大選帝侯フリードリヒ・ヴィルヘルムの領地になった。1685年、ポツダム勅令に従って、国務大臣ヨアヒム・エルンスト・フォン・グルンプコウによってユグノー入植地フランツェーズィシュ・ブーフホルツがこの村に形成された。1689年からこの教会堂はルター派教会共同体とフランス改革派教会共同体による共同教会として使われ始めた。この2つの教会共同体は1910年に1つの福音主義教会共同体にまとめられ、礼拝はルター派の様式でおこなっている。

## 会堂建築の変遷
この教会の新築時は入り口からは身廊が伸び、内陣と3つのアプスを持った形であった。教会堂の建築材料として用いられていたのは、教会周辺の農地において豊富にあった珪長岩であった。その珪長岩は可能な限りの綿密さでもって切り出された角石として用いられていた。正面入り口と小振りな窓の上部は半円アーチのスタイルであった。16世紀終わりにおいて、天井下空間を交差ヴォールト様式に変更した。現在においても、屋根を支える骨組みにおいて13世紀当時の天井下空間の特徴を見ることが出来る。加えて、会堂西側の切妻壁側の上に木造の屋根塔をのせていた。1772年に屋根塔の上に旗の形をした風見をのせた。この教会はバロック様式でまとめられていた。
1705年、会堂内採光改善のため、新たに大きな丸い窓がはめ込まれた。1830年において375人の教会員がいたが、225人分の座席しかなかったため、1852年になって教会はアプスを含んだ翼廊部分を増築した。同時に、当初から使われて来た内陣とアプスは取り壊されている。その面積は教会堂の3分の1に及んだ。取り壊された後に煉瓦で出来た翼廊と新しいアプス部分が建築された。翼廊の両側の側面と西側入り口正面は階段状破風（クロウ・ステップゲーブル）スタイルになり、教会堂は統一された外観を示すようになった。
1881年、南西側にのっていた屋根塔が木材腐朽菌により沈んでしまい、鐘の使用が出来なくなった。鐘が塔から外され、鐘架は教会墓地に置かれた。1883年に屋根塔の修繕をおこなったが効果が無く、1886年にネオ・ゴシック様式の正方形の型の塔が新たに建設された。塔の上には旗状の風見がのせられている。1970年以降、鐘架にはテューリンゲン州アポルダ製の3つの鐘が置かれている。
1949年から1951年まで戦災で破損した個所の復旧工事がおこなわれた。その際、会堂内の一部の支柱が撤去された。それらは1886年の増改築時に取り壊された屋根塔を支えていた支柱でその役割を既に終えていたからであった。

## 会堂内部装飾
1852年の増改築時に祭壇、説教台、洗礼盤のバロック様式装飾は外されていた。これはフランス改革派教会共同体が要求した教会堂内改装であった。教会堂内部におけるネオ・バロックの彩色は保持された。第2次世界大戦後の1961年、祭壇、説教壇、洗礼盤を外に出した上で、内陣が新たに作り直され、窓も取り替えられた。その時、2階席は撤去された。1986年に教会は会堂内部の修繕をおこなった。
1706年にパイプオルガンが初めて据え付けられた。1850/52年の教会増改築時にパイプオルガンの修繕がおこなわれた。1880年、教会は新しいパイプオルガンを購入した。第2次世界大戦後の1971年に、アレクサンダー・シュッケ・ポツダムオルガン製造有限会社(GmbH)製の新しいパイプオルガンを購入している。2008年にそのオルガンはオーバーホールを受けている。
祭壇十字架は彫刻家ゲオルグ・テュルアックによるものである。

## フランツェーズィシュ・ブーフホルツ福音主義教会礼拝式文
礼拝式はフランツェーズィシュ・ブーフホルツ福音主義教会礼拝規定書によって定められている。

### 聖餐式のない礼拝式文(ルター派)
- 鐘楼で鐘を鳴らす
- オルガン前奏
- 初めの歌(賛美歌)
- 交唱(救いの宣言)
司式者/父と子と聖霊のみ名によって、我らは礼拝を始めんとする。
会衆/アーメン
司式者/ 我らの救いは主の御名にあり。
会衆/アーメン
主は天と地とを造られた。
- 挨拶(サルタチオ)
司式者/主が汝らと共にいまさんことを！
会衆/御霊と共におられるように。
- 司式者/詩編朗読
- 罪の告白
神の子、イエスの十字架は人間への神の信義の徴。
我らがイエスから離れても、イエスは我らに傍におられる。
我らがキリストを十字架に架けた故に、その赦しを神に願うために、今、罪を告白します。
我らが他者と、我ら自身の責任を担えない故に、慈悲深き神に我らは信頼を寄せる。
我らの良心を痛め、安楽な道を選んでしまった。
語るべき時、我らが沈黙したように、
沈黙すべき時、我らが語ったように、
助けるべき時に、我らが逃げてしまったように、
与えるべき時に、我らが拒んだように、
戦うべき時に、我らが諦めてしまったように、
信じるべき時に、我らが疑ってしまったように、
愛さなければならない時に、心を閉ざしてしまったように、
我ら全ては心の底に罪を抱きながらも、
心静かに神のみ前に導いてください。
(沈黙の時)
神よ、我らの弱さを憐れんでください。
神が我らを赦したように、我らも赦します。
神が我らを愛したように、我らも愛し合います。
アーメン。
主よ、我らはあなたに救われました。
あなたの前では私は怒りを一瞬の間、隠しました。
主よ、永遠の恵みで私を憐れんでください。
アーメン。

- グロリア・パトリ(栄唱) 
父と子と聖霊に栄光あれ、はじめも今も後も、とこしえに。アーメン(歌唱)
- キリエ(司式者も会衆も歌唱) 
司式者/ Kyrie eleison(主よ、憐れみたまえ) 
会衆/主よ、憐れみたまえ
司式者/ Christe eleison(キリストよ、憐れみたまえ)
会衆/キリストよ、憐れみたまえ
司式者/Kyrie eleison(主よ、憐れみたまえ) 
会衆/我らに憐れみを!
- グロリア唱 
司式者/いと高きところに栄光、神にあれ、
会衆/地には平和、御心に適う人にあれ
- 讃美歌/ Allein Gott in der Höh sei Ehr (EG Nr. 179, 1) 日本基督教団讃美歌68番「父なるみ神に」
- 司式者/その日の祈り
- 司式者/聖書日課(旧約聖書、使徒書)朗読
- 会衆/ハレルヤ唱(受難節にはアーメンのみ)
会衆/ハレルヤ、ハレルヤ、ハレルヤ(EG 181.3)（歌唱）
- 賛美歌
- 司式者/聖書日課個所(福音書)告知
- 会衆/起立
- 会衆/主なるあなたに栄光があるように(歌唱)
- 司式者/聖書日課個所(福音書)朗読
- 会衆/キリストに誉れがあるように(歌唱)
- 使徒信条(一同起立のまま唱える)
- 賛美歌
- 説教
- 賛美歌、あるいはオルガン独奏
- 説教後の祈祷、告示(教会員消息報告、教会行事報告、案内)
- 賛美歌(席上献金)
- とりなしの祈り(会衆は起立する)
- 主の祈り
- 賛美歌
- 公同の祈祷
- 祝祷
司式者/主があなたを祝福し、あなたを守られるように。
主が御顔をあなたに向けて、あなたを照らして、あなたに恵みを与えられるように。
主があなたに御顔を上げられ、平安を賜りますように！
会衆/アーメン、アーメン、アーメン
- オルガン後奏

### 聖餐式文
聖餐式はとりなしの祈り後にこの式文を用いておこなわれる。
- (司式者も会衆も歌唱)
司式者/主の平安があなたたちと共にありますように
会衆/聖霊も共おられるように
司式者/心を高みに向けましょう
会衆/主に向かい心を高めます
司式者/主なる神に感謝を捧げましょう
会衆/感謝はふさわしく、正しいことです
- 感謝祈願(司式者)
- サンクトゥス
会衆/聖なる、聖なる、聖なる万軍の主。
主の栄光は天と地に満つ。天にはホーサーナ。
主の御名によって来られる方を讃えよ。天にはホーサーナ。
- 制定の言葉
 司式者/私たちの主イエス・キリストは苦しみを受ける前夜、パンを取り、感謝しこれを裂き、弟子たちに与えて言われました。
「取って食べなさい、これはあなた方のための私のからだである。私の記念のためこれをおこないなさい」
 食事の後、杯を同じ様にして弟子たちに言われました。
「取って、飲みなさい。これは罪の赦しのため、あなたがたのために流す私の血における新しい契約である。
私の記念のためこれをおこないなさい」
- 主の祈り
- アグヌス・デイ(神の子羊) 
会衆(歌唱)/世の罪を取り除く神の子羊、キリストよ。我らを憐れみ給え。
世の罪を取り除く神の子羊、キリストよ。我らを憐れみ給え。
世の罪を取り除く神の子羊、キリストよ。平和を与え給え。アーメン
- 聖餐への招き、聖餐
- 感謝祈祷
司式者/主があなたたちと共におられるように。
会衆/あなたの霊と共におられるように。
司式者/ 主に感謝せよ、主は慈しみ深い。
会衆/主の恵みは永久に絶えることが無い、ハレルヤ (司式者、会衆共に歌唱)
- 感謝の賛美歌
- 祝祷
司式者/主があなたを祝福し、あなたを守られるように。
主が御顔をあなたに向けて、あなたを照らして、あなたに恵みを与えられるように。
主があなたに御顔を上げられ、平安を賜りますように！
会衆/アーメン、アーメン、アーメン
- オルガン後奏